# Passiflora pedata
Passiflora pedata L. – gatunek rośliny z rodziny męczennicowatych (Passifloraceae Juss. ex Kunth in Humb.). Występuje naturalnie na Karaibach, w Kolumbii, Wenezueli, Gujanie, Surinamie oraz Brazylii (w stanach Acre, Amazonas, Pará, Rondônia i Roraima). 

## Morfologia
PokrójZielne, trwałe liany.
LiścieMają 10 cm długości oraz 17 cm szerokości, ząbkowane. Ogonek liściowy jest nagi i ma długość 10–50 mm. Przylistki są owalne i postrzępione o długości 5–15 mm.
KwiatyPojedyncze. Działki kielicha są podłużnie lancetowate, zielonkawe, mają 3–3,5 cm długości. Płatki są prawie lancetowate, fioletowe, mają 3–3,5 cm długości. Przykoronek ułożony jest w dwóch rzędach, ma 2–25 mm długości.
OwoceSą prawie jajowatego kształtu. Mają 4,5 cm średnicy.